# Cercopitec roloway
El cercopitec roloway (Cercopithecus roloway) és un primat de la família dels cercopitècids. És molt similar al cercopitec diana, del qual anteriorment se'l considerava una subespècie. Té una llargada corporal de 40-55 cm i pesa 4-7 kg.
El cos és predominantment negre, però té zones blanques a la part lateral i inferior del musell, el pit i el costat anterior de les extremitats davanteres. Es difereix del cercopitec diana sobretot per tenir la barba blanca més llarga.